# 渡辺公観
渡辺 公観（わたなべ こうかん、明治11年（1877年）1月20日 - 昭和13年（1938年）7月20日）は、文展（現日展）を中心に活動し、後に（日本）自由画壇を同士と創設した日本画家。

## 略歴
渡辺公観は、明治11年（1877年）1月20日に滋賀県大津（現大津市）の円満院門跡の侍医渡辺宣と歌人で円満院の侍講を務める服部春樹の娘田鶴の子として生まれ、耕平と名付けられた。明治25年（1891年）大津尋常小学校を卒業後彦根中学校（現滋賀県立彦根東高等学校）に進み、明治27年（1893年）京都美術工芸学校（現京都市立銅駝美術工芸高等学校）に転校後、明治28年（1894年）学校を辞し森川曽文に入門した。
師である森川曽文は明治36年（1902年）に没し、公観は以降独自に画業を研鑽し、明治40年（1906年）第1回文展に「進言」で初入選し、以後大正3年から7年迄の間に4回入選したが、大正8年（1919年）帝展（現日展）が開設されると官展から離れ、井口華秋、池田桂仙、上田萬秋、林文塘中堅画家らと自由な日本画制作を目指し日本自由画壇を結成した。日本自由画壇活動に励む中与謝蕪村に私淑したと伝えられる。昭和13年（1938年）7月20日61歳で死去した。公観は画号で若年の頃は春泉と称し、また別号に遊漁洞、太湖州人を用いた。

## 関連事項
代表作
- 文展第13回出品「放牧」二曲一双（日本美術年鑑 昭和13年物故者記事より）

関連する書籍
- 「名家画譜 美の世界 第1巻」「鵜 渡辺公観」の項（宮城幸太郎編 藤田徳太郎撮影 美術新報社 1908年）